# Whitewater (Kansas)
Whitewater – miasto położone w hrabstwie Butler.